# Chalermwoot Sa-ngapol
Chalermwoot Sa-ngapol (thailändisch เฉลิมวุฒิ สง่าพล, * 2. Oktober 1958 in Bangkok) ist ein thailändischer Fußballtrainer und ehemaliger Fußballspieler.

## Karriere

### Spieler
Chalermwoot Sa-ngapol stand von 1976 bis 1996 beim Bangkok Bank FC in der thailändischen Hauptstadt Bangkok unter Vertrag. Mit dem Verein gewann er 1980 imd 1981 den FA Cup, den Queen’s Cup 1983. Fünfmal gewann er mit Bangkok Bank den Khor Royal Cup. Seine letzte Saison spielte er beim Ligakonkurrenten Thai Tobacco Monopoly.

### Trainer
Chalermwoot Sa-ngapol trainierte von 1999 bis 2000 und von 2002 bis 2005 seinen ehemaligen Verein Bangkok Bank FC. 2000 gewann er mit Bangkok Bang den Queen’s Cup. Das Endspiel gegen den Sinthana FC gewann man im Elfmeterschießen. 2006 stand er beim ebenfalls in der ersten Liga spielenden Thai Honda FC, der ebenfalls in Bangkok beheimatet war, unter Vertrag. Bei Ratchaburi Mitr Phol in Ratchaburi war er von 2008 bis 2010 Jugendtrainer. Die thailändische U19-Nationalmannschaft betreute er 2009 und 2016. 2009 gewann er mit dem Team die AFF U19 Meisterschaft. Von Januar 2011 bis April 2013 stand er als Trainer an der Seitenlinie des Erstligisten Pattaya United FC in Pattaya. Im Juni 2013 unterschrieb er in Saraburi einen Vertrag beim Ligakonkurrenten Osotspa-Saraburi FC. Hier stand er ein Jahr unter Vertrag. Im Juni 2014 ging er zum ebenfalls in der ersten Liga spielenden Sisaket FC nach Sisaket. Über die Stationen Udon Thani FC, Sukhothai FC, Ayutthaya United FC und Nakhon Ratchasima FC unterschrieb er zu Saisonbeginn 2020 einen Vertrag beim Zweitligisten Navy FC. Nach Saisonende wurde sein Vertrag in Sattahip nicht verlängert. Beim Navy FC wurde er durch den Japaner Mitsuo Kato ersetzt. Nach mehreren sieglosen Spielen wurde der Japaner Ende September entlassen und durch Chalermwoot Sa-ngapol ersetzt. Am 17. Februar 2022 wurde er wegen Erfolglosigkeit bei der Navy entlassen. Am gleichen Tag unterschrieb er einen Vertrag beim Zweitligisten Udon Thani FC in Udon Thani.

## Erfolge

### Spieler
Bangkok Bank FC
- FA Cup: 1980, 1981
- Queen’s Cup: 1983
- Khor Royal Cup: 1981, 1984, 1986, 1989, 1994

### Trainer
Bangkok Bank FC
- Queen’s Cup: 2000

Thailand U19
- AFF U19 Meisterschaft: 2009